# Amando si impara
Amando si impara è un singolo del cantautore italiano Alex Wyse, pubblicato il 25 ottobre 2024.

## Descrizione
Il brano, scritto dallo stesso cantautore con Fabrizio Fusaro e Simone Guzzino, è prodotto da Le Ore, team composto da Francesco Facchinetti e Matteo Ieva.

## Video musicale
Il video musicale, diretto da Metaluna Film, è stato pubblicato il 28 ottobre 2024 attraverso il canale YouTube del cantautore.

## Tracce
Testi e musiche di Alessandro Rina, Fabrizio Fusaro e Simone Guzzino.
1. Amando si impara – 3:31